# 세경대학교
세경대학교(世京大學校, Saekyung University)는 강원특별자치도 영월군에 위치한 사립 전문대학이다.

## 연혁
1993년 11월 18일, 학교법인 세경학원의 심명규에 의하여 영월공업전문대학이 설립되었다. 이듬해 3월 3일 개교하였다. 1998년 5월 1일, 영월공과대학으로 교명을 변경했다. 2012년 2월 1일, 세경대학교로 교명을 변경하여 현재에 이르고 있다.
한편, 2011년과 2012년에 교육과학기술부로부터 정부재정지원제한대학으로 선정된 이력이 있다. 2015년 실시된 대학구조개혁평가 결과 D등급을 받은 이력이 있다. 다만 2017년 실시된 이행 점검 결과 받았던 재정 지원 제한이 모두 해제되었다. 2018년 대학기본역량진단 결과 재정지원제한대학에 선정된 이력이 있다.

## 교육편제
세경대학교는 보건, 복지, 안전, 호텔·관광 등 4개 계열을 자체적으로 설정하고 12개 학과를 편제하여 전문학사 학위 과정을 교수하고 있다. 한편, 복지계열의 사회복지과를 대상으로 학사 학위 전공심화 과정을 운영하고 있다.

## 캠퍼스 풍경
세경대학교는 강원도 소재 전문대학으로, 하송리에 소재한다. 교지는 약 9만m²에 이르며, 한려대학교와 케이씨대학교 등과 비슷한 면적이다. 강의와 대학 운영을 위해 약 8동의 건물이 위치한다. 캠퍼스 북부로 산지가 넓게 위치해 있고, 동북부로 영월동로가 캠퍼스를 지나간다. 하송로에서 원형교차로로 캠퍼스가 연결되어 있으며, 북부쪽 대학본부 건물을 중심으로 도로가 이어져 있다. 대학본부 뒤쪽에 세경대학교 도서관이 위치하며, 서부에 대운동장이 위치한다.
영월군 중심에 위치하여, 캠퍼스 인근에 영월군청이 인접한다. 태백선 청령포역이 인근에 위치하고 있다. 다만, 청령포역이 여객을 취급하지 않는 관계로, 청령포역으로 캠퍼스에 접근할 수는 없다.